# Sergi Canós
Sergi Canós Tenés (ur. 2 lutego 1997 w Nules) – hiszpański piłkarz występujący na pozycji napastnika w hiszpańskim klubie Valencia. Wychowanek FC Barcelony, w trakcie swojej kariery grał także w takich zespołach, jak Liverpool oraz Norwich City. Młodzieżowy reprezentant Hiszpanii.